# قارچ ترافل

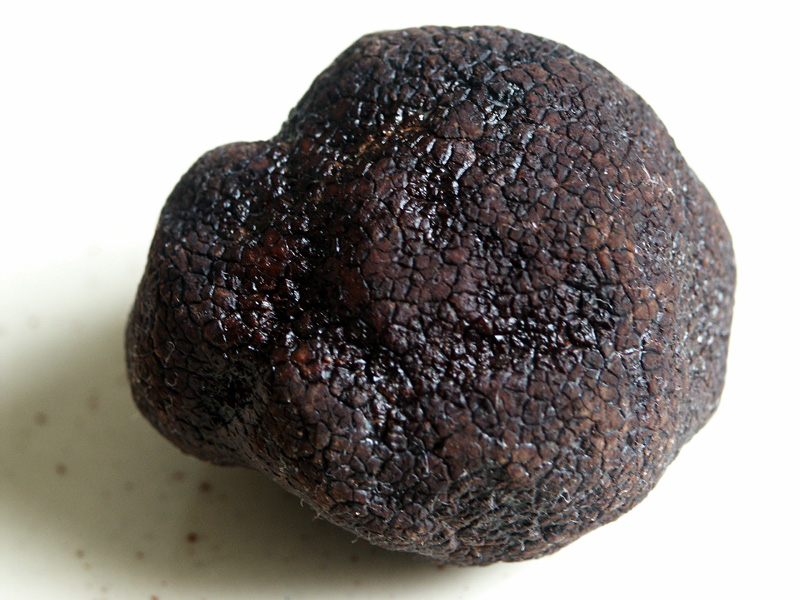
ترافل سیاه

قارچ دُنبَلان ( در زبان‌های غربی: Truffle) نوعی قارچ خوراکی است. این قارچ در گونه‌های مختلف به رنگ‌های قرمز تیره، خاکستری، سفید، بنفش و سیاه صورتی یافت می‌شود؛ ولی لذیذترین نوع آن دارای پوستهٔ سیاه رنگ است. دو نوع سیاه و سفید این قارچ گران‌قیمت‌ترین قارچ‌های زیرزمینی هستند. بیش‌ترین میزان مصرف آن در رستوران‌ها، صنایع غذایی، تهیهٔ انواع سس‌ها و روغن‌های معطر و نیز داروسازی است.
قارچ دنبلان، که در عمق تقریباً ۳۰ سانتیمتری و در مجاورت ریشهٔ گیاهان رشد می‌کند، شکلی شبیه به سیب‌زمینی دارد و اندازهٔ آن از یک فندق تا اندازهٔ یک پرتقال است. قارچ دنبلان به حالت طبیعی در بسیاری از مناطق معتدل دیده می‌شوند و آن‌ها را به وسیلهٔ سگ یا خوک تربیت‌شده پیدا می‌کنند. قارچ دنبلان سفید در سال ۲۰۰۱ به قیمت هر کیلو بین ۲۰۰۰–۴۵۰۰ دلار آمریکا بفروش رفته است. در دسامبر ۲۰۰۹ این قارچ به قیمت ۱۴٬۲۰۳ دلار بر کیلوگرم فروخته می‌شد. رکورد قیمت یک قارچ دنبلان سفید در دسامبر ۲۰۰۷ زده شد؛ کازینو داری به نام استانلی هو مبلغ ۳۳۰٬۰۰۰ دلار برای خرید یک ترافل ۱٫۵ کیلویی پرداخت کرد.

## تاریخچه

### زمان باستان
نخستین بار در سنگ‌نوشته‌های سومریان، در رابطه با خوراک دشمنانشان، به قارچ دنبلان اشاره شده است. در نوشته‌های تئوفراستوس، در قرن چهارم پیش از میلاد، نیز از ترافل یاد می‌شود. در آن زمان منشأ این قارچ مرموز بود؛ پلوتارک و دیگران فکر می‌کردند ترافل از رعد و برق، حرارت و آب در خاک پدید می‌آید، در طرف مقابل جوونال اعتقاد داشت منشأ آن رعد و برق و باران است. سیسرو ترافل را کودکان زمین می‌دانست در حالی که دیوسکوریدس آن‌ها را ریشه‌های ناهنجار می‌نامید در دوران باستان در ایتالیا سه نوع ترافل به عمل می‌آمد، اما رومیان تنها نوعی از آن را، که تروفل (تروففلس) نامیده می‌شد، استفاده می‌کردند. این قارچ‌ها از کارتاژ و لیبی می‌آمد. در این مکان‌ها، در قدیم، آب و هوای ساحلی به خشکی امروز نبود.

### قرون وسطی
در دوران قرون وسطی ترافل به ندرت استفاده می‌شد. در سال ۱۴۸۱، تاریخ‌نگار پاپ، بارتلمئو پلتینا، ضمن اشاره به ترافل گردی شامهٔ عالی نوعی از خوک را می‌ستاید.
طبق حدیثی که به وسیلهٔ سعید ابن زید از پیامبر اسلام نقل شده، ترافل مانند ترنگبین است و آب آن بیماری چشم را درمان می‌کند.

### رنسانس و عصر جدید
در دورهٔ رنسانس، ترافل در اروپا محبوبیت یافت و در دربار فرانسوای یکم، پادشاه فرانسه، مورد توجه قرار گرفت. در قرن شانزدهم آشپزهای اروپایی، به ویژه فرانسوی، ادویه‌جات شرقی را بتدریج کنار گذشته و به طعم‌های طبیعی روی آوردند. در سال‌های ۱۷۸۰ دنبلان به شهرت تام رسیده بود و تنها در سفره اشراف یافت می‌شد.
در صفحه ۲۳۵ جلد اول کتاب خواجه تاجدار اثر ژان گِور فرانسوی که به قلم ذبیح‌الله منصوری ترجمه شده است مندرج گردیده که آقامحمدخان قاجار قبل از اعلام پادشاهی و در حین تدارکات نظامی پدرش برای از پای درآوردن کریم خان زند در حدود سال‌های ۱۱۶۸ ه‍.ق به بعد که از منطقه انزلی گذر می‌نمود، مشاهده کرد اسب‌های مردمان محلی با بو کشیدن زمین دنبلان زمینی پیدا می‌کردند.

## در ایران
چندین گونه از قارچ‌های دنبلان اعم از سیاه، سفید قرمز و قهوه ای در مناطق مختلف ایران رویش دارند. فصل دنبالان در ایران از اواسط زمستان الی اوایل فروردین ماه در مناطق جنوبی کشور و از اواسط اسفند ماه الی اواسط خرداد ماه در مناطقی مانند آذربایجان، شمال خراسان، گلستان و مناطق شمالی کشور ادامه دارد. قارچ دنبلان سیاه به‌صورت نادر در جنگل‌های ارسباران و جنگل‌های شمال کشور یافت شده است و گزارش‌هایی از قارچ دنبلان سفید نیز در بعضی مناطق وجود داشته است اما نوع قارچ دنبالان که در ایران به وفور یافت می‌شود از نوع قهوه ای مایل به قرمز می‌باشد که به دنبالان یامچی معروف است.
دنبالان در زبان ترکی متورم معنی می‌دهد؛ بدین ترتیب که این قارچ در حین رشد خاک‌های بالای خود را اندکی بالا می‌آورد و یابندگان از همین نشانه قارچ را پیدا می‌کنند. جالب است اشاره کنیم که tuber، ریشهٔ لاتینی کلمه Truffle، دنبلان نیز تورم یا برآمدگی معنی می‌دهد. قارچ دنبلان با گیاهان مرتعی هم‌زیستی دارد و در سال‌های که بارش باران در فصل پاییز و نیز اول بهار خوب بوده باشد باعث رشد و فراوانی آن در مناطق مستعد می‌شود. اخیراً چندین گونه از نوع دنبل‌های مناطق مختلف ایران به رنگ قرمز، سیاه، سفید و قهوه ای توسط محققان دانشگاه تبریز، دانشگاه تهران، دانشگاه زنجان و دانشگاه تربیت مدرس از مناطق مختلف ایران جمع‌آوری، شناسایی و ثبت شده‌اند و مورد آزمایش‌های مختلف قرار گرفته‌اند و بیش از ۱۵ نوع پروتئین در این قارچ‌ها شناسایی شده است. شهرستان یامچی که منطقه جغرافیایی و زیست‌بوم سازگار با قارچ دنبالان دارد در بین یابندگان دنبلان به معدن دنبالان معروف است و در فصل بهار بسیار یافت می‌شود و از محصولات اقتصادی این منطقه می‌باشد. دنبلان‌های بخش یامچی قرمز و دارای مرغوبیت بالایی هستند و هرسال در این منطقه بازارهای فصلی مختلفی جهت خرید و فروش و جمع‌آوری این نوع قارچ راه اندازی می‌شود و بسیاری از اهالی یامچی در خرید و فروش دنبلان حتی در بازارهای جهانی نیز نقش دارند. در سال‌های اخیر به علت آسیب‌های جدی به محیط زیست این منطقه توسط یابندگان آماتور و گردشگران مختلف ارگان‌های دولتی یامچی پیدا کردن دنبلان توسط افراد غیربومی در فصل دنبلان را ممنوع کرده‌اند.

## بوم‌شناسی

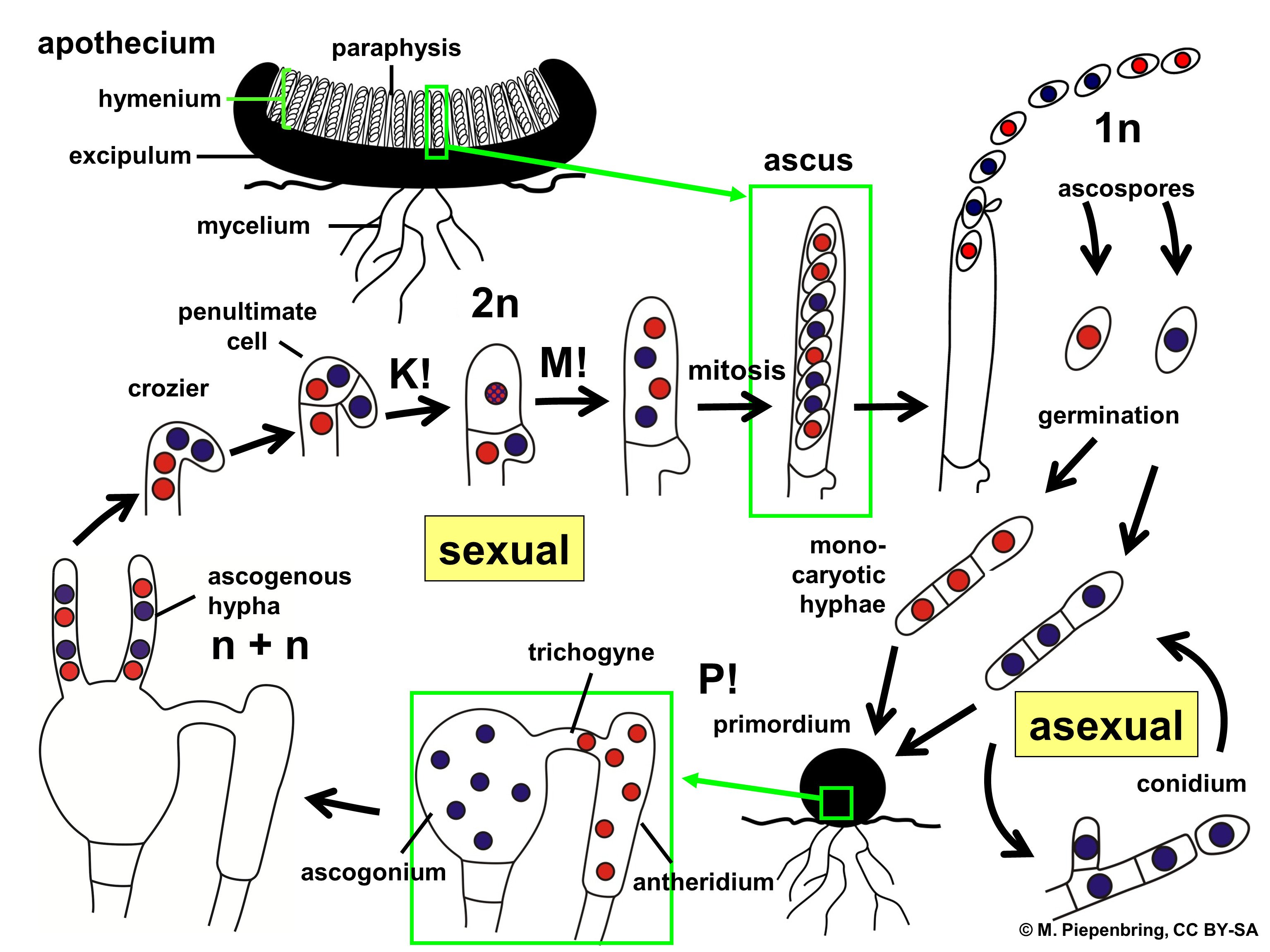
چرخهٔ زندگی راستهٔ پزیزالس در شاخهٔ قارچ‌های کیسه‌ای

میسلیوم قارچ‌های دنبلان با ریشه‌های چندین گونه درخت از جمله راش، توس، فندق، ممرز، بلوط، کاج، و صنوبر، روابط هم‌زیستی میکوریزایی برقرار می‌کنند. قارچ‌های برون‌میکوریزایی mutualistic مانند دنبلان‌ها، در ازای دریافت کربوهیدرات‌ها از گیاه، مواد مغذی ارزشمندی به آن می‌رسانند. قارچ‌های برون‌میکوریزایی بدون میزبان‌های گیاهی خود نمی‌توانند در خاک زنده بمانند. در واقع، بسیاری از این قارچ‌ها آنزیم‌های لازم برای به‌دست آوردن کربن از روش‌های دیگر را از دست داده‌اند. برای مثال، قارچ‌های دنبلان توانایی تجزیه دیواره‌های سلولی گیاهان را از دست داده‌اند که این مسئله توانایی آن‌ها را در تجزیه زباله‌های گیاهی محدود می‌کند. میزبان‌های گیاهی نیز ممکن است به قارچ‌های دنبلان وابسته باشند. گونه‌های Geopora, Peziza و Tuber در شکل‌گیری اجتماعات بلوط نقش حیاتی دارند.
گونه‌های Tuber خاک‌های رسی (argillaceous) یا آهکی (calcareous) که زهکشی خوبی دارند و خنثی یا قلیایی هستند را ترجیح می‌دهند. دنبلان‌های گونهٔ Tuber در طول سال، بسته به گونه، می‌توانند میوه‌دهی کنند و معمولاً در زیر لایهٔ برگ‌ها و درون خاک یافت می‌شوند. بیشتر زی‌تودهٔ قارچی در لایه‌های هوموس و برگ‌های پوسیدهٔ خاک قرار دارد.
بیشتر قارچ‌های دنبلان هم اسپورهای غیرجنسی (mitospores یا کنیدی) و هم اسپورهای جنسی (meiospores یا هاگ‌کیسه/بیسیدیسپور) تولید می‌کنند. تولید کونیدیا آسان‌تر و با صرف انرژی کمتر نسبت به آسکوسپورها انجام می‌شود و می‌تواند در زمان رویدادهای اختلال‌زا پراکنده شود. تولید آسکوسپور انرژی‌بر است، زیرا قارچ باید منابع خود را برای ساخت اسپوروکاپ‌های بزرگ تخصیص دهد. آسکوسپورها در ساختارهای کیسه‌مانند به نام آسکوس (asci) قرار دارند که درون اسپوروکاپ جای می‌گیرند.
از آنجا که قارچ‌های دنبلان اندام میوه‌ای جنسی خود را در زیر خاک تولید می‌کنند، اسپورها نمی‌توانند از طریق باد یا آب پراکنده شوند؛ بنابراین، تقریباً تمام دنبلان‌ها برای پراکندگی اسپورهای خود به ناقل‌های حیوانی قارچ‌خوار (mycophagous) وابسته‌اند. این فرایند مشابه پراکندگی دانه‌ها در میوه‌های گیاهان گلدار است. وقتی آسکوسپورها به‌طور کامل رشد می‌کنند، دنبلان ترکیبات فراری ترشح می‌کند که ناقل‌های حیوانی را جذب می‌کند. برای پراکندگی موفق، این اسپورها باید از دستگاه گوارش حیوانات عبور کرده و زنده بمانند. دیواره‌های ضخیم آسکوسپورها که از کیتین ساخته شده‌اند، به آن‌ها کمک می‌کنند تا در شرایط سخت دستگاه گوارش حیوانات مقاومت کنند.
ناقل‌های حیوانی شامل پرندگان، گوزن‌ها و جونده‌هایی مانند ول‌ها، سنجاب‌ها و سنجابچه‌ها هستند. بسیاری از گونه‌های درختی مانند Quercus garryana برای تلقیح درختان منفرد در مناطق دورافتاده به پراکندگی اسپوروکاپ‌ها وابسته‌اند. برای مثال، دانه‌های بلوط گونهٔ Q. garryana ممکن است به مناطقی منتقل شوند که فاقد قارچ‌های میکوریزایی لازم برای رشد هستند.
برخی حیوانات قارچ‌خوار، دنبلان‌ها را به‌عنوان منبع اصلی غذای خود مصرف می‌کنند. سنجاب پرندهٔ شمالی در آمریکای شمالی با دنبلان‌ها و گیاهان مرتبط با آن‌ها رابطهٔ هم‌زیستی سه‌جانبه دارد. گونهٔ G. sabrinus به‌طور خاص برای یافتن دنبلان‌ها با استفاده از حس بویایی قوی، سرنخ‌های بصری، و حافظهٔ بلندمدت مکان‌هایی که دنبلان زیادی داشته‌اند، سازگاری یافته است. این رابطهٔ نزدیک بین حیوانات و دنبلان‌ها به‌طور غیرمستقیم بر موفقیت گونه‌های گیاهی میکوریزایی تأثیر می‌گذارد.
پس از پراکندگی آسکوسپورها، آن‌ها تا زمانی که ترشحات ریشه‌های گیاه میزبان موجب جوانه‌زنی شوند، در حالت خفته باقی می‌مانند.[ پس از جوانه‌زنی، هیف‌ها شکل گرفته و به سمت ریشه‌های گیاه میزبان حرکت می‌کنند. با رسیدن به ریشه، هیف‌ها پوششی روی سطح بیرونی نوک ریشه‌ها ایجاد می‌کنند. سپس هیف‌ها به‌صورت بین‌سلولی وارد قشر ریشه شده و شبکهٔ Hartig را برای تبادل مواد مغذی شکل می‌دهند. هیف‌ها می‌توانند به سایر نوک ریشه‌ها نیز گسترش یافته و کل سیستم ریشهٔ میزبان را کلونیزه کنند. با گذر زمان، قارچ دنبلان منابع کافی برای ساخت اندام میوه‌ای انباشته می‌کند. سرعت رشد آن با افزایش نرخ فتوسنتز در بهار، همزمان با برگ‌دهی درختان، رابطه دارد.
تبادل مواد مغذی
قارچ‌های دنبلان کربوهیدرات‌ها را از گیاهان میزبان خود دریافت کرده و در عوض، ریزمغذی‌ها و درشت‌مغذی‌های ارزشمندی به آن‌ها ارائه می‌دهند. درشت‌مغذی‌های گیاه شامل پتاسیم، فسفر، نیتروژن و گوگرد هستند. در مقابل، ریزمغذی‌ها شامل آهن، مس، روی و کلرید می‌شوند. در قارچ‌های دنبلان، همانند سایر قارچ‌های برون‌میکوریزایی، بخش عمدهٔ تبادل مواد مغذی در شبکهٔ Hartig انجام می‌شود؛ این شبکهٔ هیفی بین‌سلولی میان سلول‌های ریشهٔ گیاه قرار دارد. یکی از ویژگی‌های منحصر به‌فرد قارچ‌های برون‌میکوریزایی، تشکیل پوششی (mantle) بر سطح بیرونی ریشه‌های ظریف گیاه است.
گفته شده است که دنبلان‌ها ممکن است در کنار گونه‌های ارکیده مانند هلبورین برگ پهن و هلبورین سفید هم‌مکان شوند، هرچند این موضوع همیشه صدق نمی‌کند.
چرخهٔ مواد مغذی
قارچ‌های دنبلان در چرخهٔ مواد مغذی از نظر بوم‌شناختی بسیار مهم هستند. گیاهان مواد مغذی را از طریق ریشه‌های ظریف خود جذب می‌کنند. قارچ‌های میکوریزایی بسیار کوچک‌تر از این ریشه‌ها هستند، بنابراین سطح تماس بیشتری دارند و توانایی بیشتری برای جستجوی مواد مغذی در خاک دارند. جذب مواد مغذی شامل دریافت فسفر، نیترات یا آمونیوم، آهن، منیزیم و سایر یون‌ها است. بسیاری از قارچ‌های برون‌میکوریزایی، در لایه‌های سطحی خاک اطراف گیاه میزبان، تشک‌هایی قارچی (fungal mats) تشکیل می‌دهند. این تشک‌ها دارای غلظت بسیار بالاتری از کربن و نیتروژن تثبیت‌شده نسبت به خاک اطراف هستند. از آنجا که این تشک‌ها مانند مخازن نیتروژن عمل می‌کنند، میزان شستشوی مواد مغذی کاهش می‌یابد.
تشک‌های میسلیومی همچنین به حفظ ساختار خاک با نگه‌داشتن مواد آلی در جای خود و جلوگیری از فرسایشکمک می‌کنند. اغلب، این شبکه‌های میسلیومی پشتیبانی لازم برای ارگانیسم‌های کوچکتر در خاک، مانند باکتری‌ها و بندپایان میکروسکوپی را فراهم می‌کنند. باکتری‌ها از ترشحات آزادشده توسط میسلیوم تغذیه کرده و خاک اطراف آن را کلونیزه می‌کنند. بندپایان میکروسکوپی مانند مایت‌ها (mites) مستقیماً از میسلیوم تغذیه کرده و مواد مغذی ارزشمندی را برای جذب سایر موجودات آزاد می‌کنند.ب دین ترتیب، قارچ‌های دنبلان و سایر قارچ‌های برون‌میکوریزایی یک سیستم پیچیده از تبادل مواد مغذی میان گیاهان، حیوانات و میکروب‌ها را تسهیل می‌کنند.
اهمیت در بوم‌سازگان‌های (اکوسیستم‌های) زمین‌های خشک
ساختار جوامع گیاهی اغلب تحت تأثیر دسترسی به قارچ‌های میکوریزایی سازگار قرار می‌گیرد. در بوم‌سازگان‌های زمین‌های خشک، این قارچ‌ها برای بقای گیاهان میزبان ضروری هستند، زیرا توانایی تحمل خشکسالی را افزایش می‌دهند. یکی از گونه‌های پایه (foundation species) در بوم‌سازگان‌های زمین‌های خشک جنوب‌غرب ایالات متحده، درخت کاج کلرادو است. P. edulis با قارچ‌های زیرزمینی ژئوپورا و ریزُپوگون هم‌زیستی دارد.
با افزایش دمای جهانی، دفعات وقوع خشکسالی شدید نیز افزایش یافته که این امر به بقای گیاهان مناطق خشک آسیب می‌زند. این تغییرات آب‌وهوایی باعث افزایش مرگ‌ومیر در P. edulis شده است. بنابراین، در دسترس بودن تلقیح میکوریزایی سازگار (compatible mycorrhizal inoculum) می‌تواند تأثیر زیادی در موفقیت جوانه‌زنی و استقرار نهال‌های P. edulis داشته باشد. به احتمال زیاد، قارچ‌های برون‌میکوریزایی وابسته، نقش مهمی در بقای P. edulis در برابر تغییرات اقلیمی جهانی ایفا خواهند کرد.

## کشت تجاری

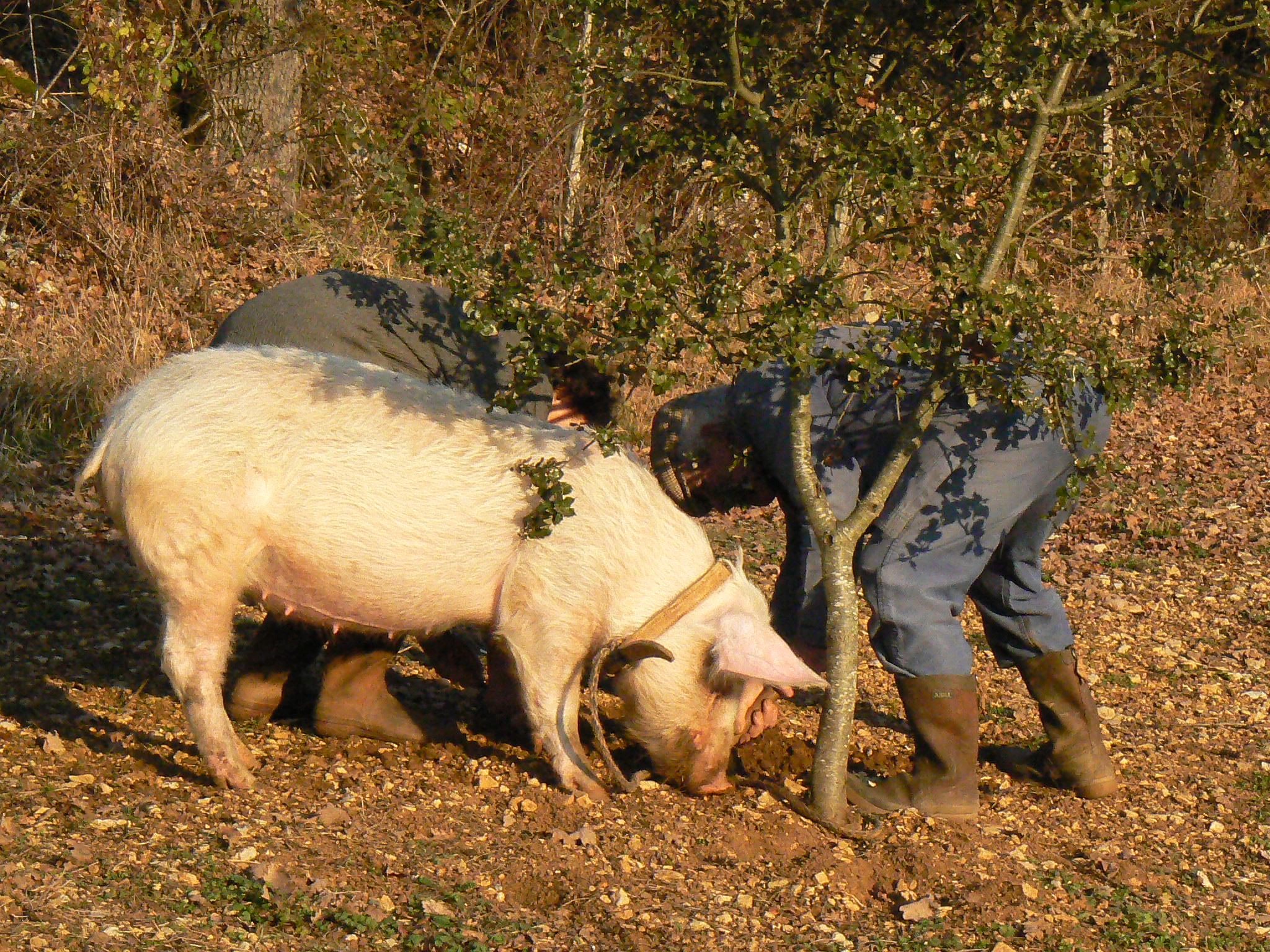
خوک ترافل یاب در فرانسه

تلاش برای بومی‌سازی و کاشت ترافل نتیجه بخش بوده است. مردم در طی قرن‌ها مشاهده کرده بودند که این قارچ فقط در زیر درختان خاصی رشد می‌کند. بر این اساس، در سال ۱۸۰۸، ژوزف تالون فرانسوی میوه‌های ریخته شده در زیر درختان بلوط را جمع کرد و کاشت و نتیجه موفقیت‌آمیز بود؛ سال‌ها بعد، در زیر درخت‌های رشد کرده دنبلان مشاهده شد. در سال ۱۸۴۷، اوت روسو فرانسوی، با کاشتن میوه‌های جمع‌آوری شده از زیر درختانی که قبلاً در آنجا دنبلان مشاهده شده بود، یک مزرعه‌ای ۷ هکتاری ایجاد کرد. او به همین دلیل در سال ۱۸۵۵ جایزه‌ای از نمایشگاه بین‌المللی دریافت کرد. در اواخر قرن نوزدهم آفت اغلب کرم‌های ابریشم را در جنوب فرانسه از بین برد، و در نتیجه باغات توت بلا استفاده شدند. نتیجه آنکه زمین زیادی برای پرورش ترافل در دسترس قرار گرفت. در سال ۱۸۹۰ حدود ۷۵۰۰۰ هکتار درخت تولیدکننده دنبلان در فرانسه کشت شده بود.
در قرن بیستم، همراه با صنعتی شدن فرانسه و تخلیه روستاها، اغلب این مزارع رها شده و جزئی از طبیعت وحشی گردیدند. به‌علاوه در نتیجه کشته شدن حدود۲٪ مردان فرانسوی در طی جنگ جهانی دوم مهارت کشت ترافل گم شد. از آنجا که عمر بار دهی مزارع دنبلان ۳۰ سال است، تولید پرورشی دنبلان در بعد از جنگ شدیداً سقوط کرده و قیمت‌ها به حدی بالا رفتند که در حال حاضر مصرف دنبلان به طبقه بالای جامعه، آن‌هم در مناسبت‌های خاص، محدود شده است.
در سی سال گذشته تلاش‌های جدیدی برای تولید انبوه دنبلان آغاز شده است. حدود ۸۰٪ ترافل مصرف شده در فرانسه در مزارع پرورشی بعمل می‌آید. با این‌حال، هنوز میزان تولید به سطح سال ۱۹۰۰ نرسیده است. مزارع در کشورهای انگلیس، ایالات متحده آمریکا، اسپانیا، سوئد، نیوزیلند، استرالیا وشیلی فعال هستند.

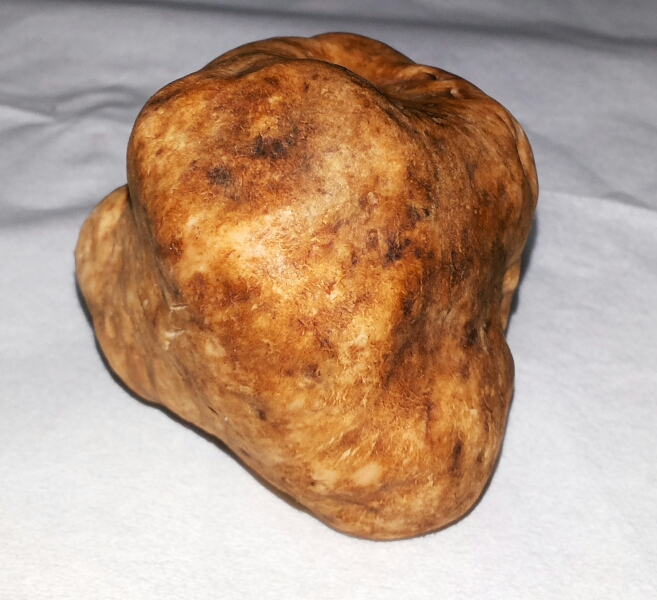
قارچ دنبلان یامچی

## جشنواره‌های مختلف قارچ ترافل
در فصل ترافل در مناطق مختلف که این نوع قارچ یافت می‌شود جشنواره‌هایی با مسابقات و جوایز گوناگون برگزار می‌شود.

در کشور فرانسه همه ساله جشنواره‌های مختلفی برگزار می‌شود. در ایران نیز در شهر یامچی سالانه در فصل جشنواره غذاهای ترافل و همچنین مسابقات یافت بزرگ‌ترین ترافل برگزار می‌شود. در این جشنواره‌ها به معرفی این نوع قارچ و خاصیت‌های مختلف آن پرداخته می‌شود.

از جوایز مهمی که تا کنون در جشنواره‌های ترافل اهدا شده است می‌توان به جایزه نیم میلیون دلاری در تولوز فرانسه در سال ۲۰۰۳ اشاره کرد.

## روغن ترافل
روغن ترافل به عنوان جایگزینی ارزان قیمت، برای ایجاد طعم و عطر این قارچ، استفاده می‌شود. اغلب روغنهای ترافل صرفاً از روغن زیتون و ترکیباتی مانند ۲٬۴-دی‌تیاپنتان تشکیل شده‌اند و نشانی از ترافل واقعی ندارند. با این وجود اغلب سر آشپزها از شنیدن این موضوع که «روغن ترافل شامل ترافل نیست»، متعجب می‌شوند.

## خواص
این گیاه دارای ترکیبات شیمیایی همچون:
- آب
- پروتئین
- چربی
- قند و مواد نشاسته‌ای
- کلسیم
- فسفر
- آهن
- پتاسیم
- تیامین
- رایبوفلاوین
- نیاسین

است.
مهم‌ترین خواص این گیاه عبارتند از:
- ملین است
- نیروی جنسی را افزایش می‌دهد
- مقوی معده است
- برای قطع اسهال خونی و ساده مفید است
- خون ریزی‌های داخلی را متوقف می‌کند.[۴۵]

## یادداشت
1. ↑  Joseph Talon